# Ільченко Данило Іванович
Ільченко Данило Іванович (25 грудня 1894, Золочів — 13 квітня 1977, Москва) — український російський, радянський кіноактор. Заслужений артист РРФСР (1951). Двоюрідний брат українського радянського письменника Ільченка Олександра Єлисейовича.

## Біографія
Народився Данило Ільченко 25 грудня 1894 року, в м. Золочеві Харківського губернського повіту (нині — Харківська область).
Свою трудову діяльність почав конторником у Харкові. У 1914 році закінчив Харківську театральну школу, навчався в студії Н. Н. Синельникова. З 1914 по 1929 роки працював у театрах різних міст: Харкова, Херсона, Євпаторії, Курська, Барнаула, Красноярська та інших.
З 1932 року — у Москві. З 1932 по 1933 роки — актор Історико-революційного театру, з 1933 по 1942 роки — Театру імені МГСПС, з 1942 по 1943 роки — Фронтового театру, з 1943 по 1944 роки — художній керівник і артист театру класики при Московській філармонії, з 1944 по 1945 роки — актор театру Санпросвіти, з 1945 по 1946 роки — актор і режисер Театру мініатюр. У 1946–1955 роках був актором Московського драматичного театру. Пізніше працював у театрах Радянської Армії та імені М. В. Гоголя, знімався в кіно.
Помер 13 квітня 1977 року в Москві, урна з прахом похована в 3-му колумбарії Николо-Архангельського цвинтаря в Москві.

## Родина
Двоюрідний брат Данила Ільченка — Олександр Єлисейович Ільченко був відомим українським радянським письменником, автором славетного роману з народних вуст «Козацькому роду нема переводу або ж Мамай і чужа молодиця».
Батько, Ільченко Іван Матвійович, працював стрілочником у Золочеві.
Данило Ільченко мав двох рідних братів. Один із них, Петро Ільченко, зник безвісти на полях німецько-радянської війни. Другий, Михайло Ільченко, який працював у керівництві Південної залізниці, на початку 1920-х років за політичним звинуваченням був несправедливо виключений з рядів ВКП(б), що стало причиною його самогубства. Дядька Данила, Єлисея Матвійовича Ільченка, було заслано до Сибіру, де він і загинув у пересильному таборі Тайшет у 1941 році.

## Творча діяльність
Данило Ільченко створив цілу низку чудових сценічних образів у спектаклях класичного й сучасного репертуару. Багато працював і в кіно. Найвідоміша кінематографічна робота актора — образ Пантелея Мелехова у фільмі «Тихий Дон» Сергія Герасимова, знятого у 1957-58 роках за мотивами однойменного роману-епопеї Михайла Шолохова. Він створив незабутній образ старого донського козака — батька головного героя фільму Григорія Мелехова. Ця роль за відгуками критиків стала одним із найбільших акторських досягнень у цьому фільмі.
Чудово зіграв Данило Іванович і роль селянина-бідняка Івана Дідуха, вимушеного покинути рідні краї й вирушити в заморські світи в пошуках кращої долі, у фільмі Леоніда Осики «Камінний хрест», створеного 1968 року на студії імені Олександра Довженка за мотивами новел Василя Стефаника. Пізніше, вже по смерті актора, у 1997 році Леонідові Осиці за цей та інші його фільми присуджена премія імені Т. Г. Шевченка.
Запам'яталася глядачам і роль дідуся, яку зіграв Д. Ільченко у фільмі «Нахалёнок», за мотивами «Донских рассказов» Михайла Шолохова, режисер Євген Карлов, 1961 рік.

### Фільмографія
- 1914 — Страшен сон, да милостив бог (Страшний сон, але бог милостивий) — австрійський солдат
- 1931 — Шахтёры рапортуют (Шахтарі рапортують) — шахтер
- 1941 — Дело Артамоновых (Справа Артамонових) — грубник
- 1941 — Первая конная (Перша кінна) — селянин
- 1950 — «Кавалер Золотої Зірки» — Тимофій Ілліч Тутаринов, батько
- 1956 — Перші радощі — старий
- 1957-1958 — Тихий Дон — Пантелей Прокоф'євич Мелехов
- 1959 — Неоплачений борг — їздовий Марушкін
- 1960 — Твои друзья (Твої друзі) — Бєларьов
- 1960 — Проста історія — Єгор Ликов, батько Івана
- 1961 — Нахабеня — дід
- 1962 — Грішниця — батько
- 1965 — Бур'ян — Матузка-батько
- 1965 — До міста прийшло лихо — Махотін
- 1968 — Камінний хрест — Іван Дідух
- 1969 — Повість про чекіста — професор Щербаков
- 1969 — Важкий колос — Головатий
- 1970 — Сади Семіраміди — батько Шкурата
- 1972 — Лісова балада — дід Тимофій
- 1972 — Моя жизнь (Моє життя) — мужик-дурник
- 1975 — Они сражались за Родину (Вони билися за Батьківщину) — Лука Михайлович